# Kurt Richter
Kurt Paul Otto Joseph Richter (Berlino, 24 novembre 1900 – Berlino, 29 dicembre 1969) è stato uno scacchista e compositore di scacchi tedesco, Maestro Internazionale.
Nel 1922 vinse il primo campionato ufficiale di Berlino.
Partecipò alle olimpiadi di Amburgo 1930 (in quarta scacchiera) e di Praga 1931 (in prima scacchiera), vincendo una medaglia di bronzo individuale e due di squadra. Partecipò anche, in prima scacchiera, all'olimpiade non ufficiale di Monaco 1936.
Richter ha composto anche una trentina di problemi e alcuni studi.
Altri risultati:
- 1928 : 1º a Wiesbaden, 1º-2º a Berlino
- 1921 : 2º a Berlino
- 1932 : 1º ad Amburgo, 1º-2º a Kiel
- 1933 : 1º-2º a Berlino
- 1934 : 2º a Bad Niendorf dietro a Gideon Ståhlberg
- 1935 : 1º nel Campionato tedesco di Bad Aachen
- 1936 : 1º al campionato di Berlino
- 1937 : 2º al campionato tedesco di Bad Oeynhausen
- 1938 : 1º al campionato di Berlino
- 1939 : 2º a Stoccarda dietro a Efim Bogoljubov
- 1940 : 1º a Berlino
- 1948 : 1º-2º al campionato di Berlino

Fu coeditore delle riviste Deutsche Schachblatter e Deutsche Schachzeitung.
Due varianti della teoria delle aperture portano il suo nome:
- variante Richter-Rauzer della difesa Siciliana:  1.e4 c5 2.Cf3 d6 3.d4 cxd4 4.Cxd4 Cf6 5.Cc3 Cc6 6.Ag5
- attacco Richter-Veresov della partita di donna:  1.d4 d5 2.Cc3 Cf6 3.Ag5

## Opere
Richter scrisse molti libri di scacchi, tra cui:
- Schach-Olympia München 1936, Olms Verlag, Zurigo, 1997
- Kombinationen, Walter de Gruyter & Co, Berlino 1936
- Die ersten Schritte. Walter de Gruyter & Co, Berlino 1940
- Der Weg zum Matt. Walter de Gruyter & Co, Berlino 1941
- Das Matt - Eine Plauderei über den Mattangriff im Schach, Berlino 1942
- Mein erstes Schachbuch,, Berlino 1946 (9ª ediz. Walter de Gruyter & Co, Berlino, New York, 1979)
- Der Schachpraktiker, Berlino, 1946
- Kurzgeschichten um Schachfiguren,, Berlino 1947 (3ª ediz. C. Bange Verlag, Hollfeld, 1991)
- Die moderne Schachpartie - Theorie und Praxis der Eröffnungen, Horizont Verlag, Berlino 1948
- Schachmatt, Berlino 1950
- Hohe Schule der Schachtaktik, Berlino 1952
- Schacheröffnungen - Der Kleine Bilguer (con Rudolf Teschner), Walter de Gruyter & Co, Berlino 1953
- Schach-Delikatessen, Walter de Gruyter & Co, Berlino 1961
- Richtig und falsch - Praktische Endspielkunde (con Hilmar Staudte), 2ª ed. Walter de Gruyter & Co, Berlino / New York, 1978
- Einfälle und Reinfälle, 3ª ediz. Walter de Gruyter & Co, Berlino 1983
- Dr. Max Euwe - Eine Auswahl seiner besten Partien (con Rudolf Teschner), 2ª ediz. Walter de Gruyter & Co, Berlino / New York, 1986
- 666 Kurzpartien